# Doble capa eléctrica

Doble capa eléctrica.

La doble capa eléctrica es la estructura que comprende la región de interfase entre dos fases. Contiene una distribución compleja de carga eléctrica que proviene de la transferencia de carga entre las fases, adsorción de los iones positivos y negativos, orientación de las moléculas con momento dipolar  y polarización de la carga eléctrica en las moléculas. Adquiere gran importancia en el comportamiento de los coloides y otras superficies en contacto con solventes. Uno de los principales efectos de la existencia de la doble capa en la interfaz electrodo-solución es la acumulación de carga o capacidad, superpuesta a una actividad faradaica.

## Introducción

### Electrodo idealmente polarizable
Electrodo idealmente polarizable es un electrodo en el que no ocurre ninguna transferencia de carga a través de la interfase electrodo-solución, sin importar el potencial impuesto por una fuente de voltaje externa.

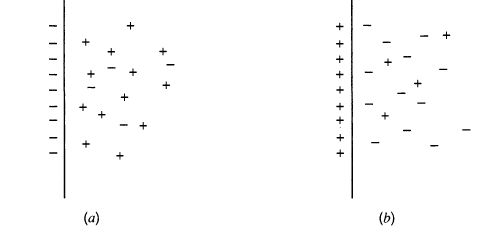
Representación de cargas en la interfase metal-solución de un electrodo idealmente polarizable comportándose como condensador. (a) Carga del electrodo es negativa y (b) carga del electrodo es positiva

 Ningún electrodo real puede comportarse como un electrodo idealmente polarizable en todo el rango de potenciales de trabajo de una disolución. Sin embargo, algunos electrodos pueden comportarse de forma idealmente polarizable en un rango limitado de potencial, en donde las reacciones de transferencia de carga tienen un valor suficientemente pequeño para no ser tomadas en cuenta. Por ejemplo: un electrodo de mercurio en contacto con una solución de cloruro de potasio se comporta como un electrodo idealmente polarizable entre -2.1V y +0.25V (vs EEH), ya que dentro de ese rango no hay procesos de transferencia de carga. 
Debido a que la carga no puede atravesar la interfase del electrodo idealmente polarizable cuando se cambia el potencial, se ha demostrado experimentalmente que el comportamiento de la interfase electrodo-solución es análoga a la de un condensador, y puede darse un modelo parecido a un condensador para la región de interfase. A un potencial determinado existirá una carga en el electrodo y una carga en la solución, y sus valores serán iguales y opuestos. La carga del metal reside en la superficie del mismo y la carga de la solución se encuentra en el exceso de iones que se encuentre cerca de esta superficie. Se suele dividir la carga entre el área del electrodo y se trabaja con densidad de carga. El arreglo de especies cargadas y dipolos orientados existentes en la interfase metal solución es conocido como doble capa eléctrica. La capacidad de la doble capa (Cd) suele encontrarse entre 10-40 μF/cm². Sin embargo, a diferencia de los condensadores reales, Cd suele ser una función del potencial.

### Introducción a la doble capa

Representación esquemática del modelo de doble capa en una interfase electrodo-solución. 1. Plano interno de Helmholtz (PIH), 2. Plano externo de Helmholtz (PEH), 3. Capa difusa, 4. Iones solvatados (cationes), 5. Iones adsorbidos específicamente, 6. Moléculas del solvente electrolítico

Se piensa que la región de la doble capa que está en la solución está hecha de otras capas más delgadas. La más cercana al electrodo es llamada capa interna, contiene moléculas del solvente y otras especies que se denominan adsorbidas específicamente. Esta capa interna también es llamada capa compacta, de Helmholtz o de Stern. La zona en donde se encuentran los centros eléctricos de los iones adsorbidos específicamente se llama plano interno de Helmholtz (PIH) y está a una distancia d1. Los iones solvatados pueden acercarse al metal hasta una distancia d2. La zona donde se encuentran los centros eléctricos de los iones solvatados más cercanos es llamada plano externo de Helmholtz (PEH). La interacción de los iones solvatados con el metal cargado son de "larga distancia", por lo que estos iones se denominan no adsorbido específicamente. Debido a la agitación térmica en la solución, estos iones no adsorbidos específicamente se distribuyen en una región tridimensional que va desde el PEH hasta el resto de la solución, esta zona es llamada capa difusa.

## Desarrollo histórico de los modelos de la doble capa
El primer modelo de la doble capa eléctrica se atribuye normalmente a Helmholtz en 1879. Trató la doble capa eléctrica desde un punto de vista matemático como un condensador, basado en un modelo físico en el que una capa de iones es adsorbida a la superficie. Helmholtz imaginó que iones sodio (Na+) estaban alineados con una capa de solvatación intacta en la superficie del electrodo y que estas cargas estaban compensadas en número de electrones del lado opuesto. Propone la existencia de una capa de solvente sobre la superficie del electrodo y iones adsorbidos (Plano interno de Helmholtz, IHP), seguida de una capa de iones con su coraza de solvatación intacta (Plano externo de Helmholtz, OHP), de tal forma que las cargas iónicas en la solución son compensadas por cargas opuestas en la superficie del electrodo.
Más tarde Gouy y Chapman (entre los años1910 y 1913) aportaron una serie de modificaciones al considerar que los iones se acomodan a lo largo de un espesor de solución finito conocido como la capa difusa, ligada a la agitación térmica y con la función de balancear la carga del electrodo. En este modelo el potencial superficial disminuye exponencialmente debido a la adsorción de los contraiones presentes en la disolución. 
Actualmente se utiliza el modelo de Gouy-Chapman-Stern, en el cual se combina la capa adsorbida de Helmholtz con la doble capa difusa de Gouy-Chapman. En él se utilizan importantes aproximaciones:
- Los iones son considerados como cargas puntuales
- Sólo las interacciones coulombianas son significativas
- La permitividad eléctrica es constante en el interior de la doble capa
- El solvente es uniforme a escala atómica.